# 江倉駅
江倉駅（カンチャンえき）は、大韓民国大邱広域市達西区にある大邱交通公社2号線の駅である。駅番号は(219)。

## 駅構造
- 相対式ホーム2面2線の地下駅。

## 駅周辺
- 三星名家タウン
- 大邱銀行名家タウン支店
- 江倉郵便局
- 城西友邦ユセルアパート
- 三星韓国型アパート
- 大邱虎山初等学校
- 虎山高等学校
- 大邱擺瑚初等学校
- 啓明大学校

## 歴史
- 2005年10月18日 - 江倉駅として開業。

## 利用状況
| 路線   | 利用人数 | 利用人数 | 利用人数 | 利用人数 | 利用人数 | 利用人数 | 利用人数 | 利用人数 | 利用人数 | 利用人数 |
| 路線   | 2005年   | 2006年   | 2007年   | 2008年   | 2009年   | 2010年   | 2011年   | 2012年   | 2013年   |          |
| ------ | -------- | -------- | -------- | -------- | -------- | -------- | -------- | -------- | -------- | -------- |
| ●2号線 | 3159人   | 3831人   | 4044人   | 4322人   | 4382人   | 4689人   | 4955人   | 4922人   | 4957人   |          |

## 隣の駅
大邱交通公社
●2号線
テシル駅 (218) - 江倉駅 (219) - 啓明大駅(220)